# 행크 워든
행크 워든(Hank Worden, 1901년 7월 23일 ~ 1992년 12월 6일)은 미국의 배우, 텔레비전 배우, 영화배우이다.

## 영화
- 스페이스 레이지 (1985년)
- 폭주 기관차 (1985년)
- 아기는 먹지 말아줘요 (1983년)
- 해밑 (1982년)
- 브론코 빌리 (1980년)
- 서전트 페퍼스 론리 하츠 클럽 밴드 (1978년)
- 빅 웬즈데이 (1978년)
- 더티 파이터 2 (1978년)
- 프러쉬 (1977년)
- US 마샬 (1973년)
- 롤링 맨 (1972년)
- 롤링 맨 (1972년)
- 빅 제이크 (1971년)
- 마법의 빗자루 (1971년)
- 굿 타임스 (1967년)
- 맥린턱 (1963년)
- 알라모 (1960년)
- 버팔로 대대 (1960년)
- 보난자 (1959년)
- 존 웨인의 기병대 (1959년)
- 40정의 총 (1957년)
- 미트 미 인 라스 베가스 (1956년)
- 수색자 (1956년)
- 인디언 전사 (1955년)
- 빅 스카이 (1952년)
- 웨곤 마스터 (1950년)
- 론 레인저 - 49년 시리즈 (1949년)
- 위스퍼링 스미스 (1948년)
- 쓰리 가드파더 (1948년)
- 황색 하늘 (1948년)
- 붉은 강 (1948년)
- 쇼킹 미스 필그림 (1947년)
- 초원의 바다 (1947년)
- 더 미싱 레이디 (1946년)
- 애보트와 코스텔로 (1945년)
- 비욘드 투마로우 (1940년)
- 역마차 (1939년)
- 평원의 사나이 (1936년)
- 바르바리 해안  (1935년)